# Gelastissus hokutonis
Gelastissus hokutonis är en insektsart som först beskrevs av Matsumura 1916.  Gelastissus hokutonis ingår i släktet Gelastissus och familjen Caliscelidae. Inga underarter finns listade i Catalogue of Life.